# ترانووا دی پاسرینی
ترانووا دی پاسرینی (به ایتالیایی: Terranova dei Passerini) یک کومونه در ایتالیا است که در استان لودی واقع شده‌است. ترانووا دی پاسرینی ۱۱٫۲ کیلومتر مربع مساحت و ۷۸۲ نفر جمعیت دارد و ۶۳ متر بالاتر از سطح دریا واقع شده‌است.